# 久屋大通駅
久屋大通駅（ひさやおおどおりえき）は、愛知県名古屋市中区錦三丁目にある名古屋市営地下鉄の駅である。
名城線と桜通線が乗り入れる。名城線にはM06、桜通線にはS05の駅番号が付与されている。

## 歴史
整備計画、建設工事段階では東桜という仮称で呼ばれていた。1966年まで付近の町名は「東桜町」であり、名古屋市電大津町線の停留所は東桜町と称した。また、南東側の住居表示は「東桜」である。開業に先立つ1988年12月に、南北を通る「久屋大通」が駅名に採用された。

### 年表
- 1989年（平成元年）9月10日：桜通線開通に合わせ、交差する名城線にも駅を新設[3]。久屋大通駅同時開業。
- 1999年（平成11年）：名古屋市営地下鉄の駅で初めて駅構内にコンビニエンスストアが開店。
- 2011年（平成23年）2月11日：manaca運用開始。
- 2011年（平成23年）3月13日：桜通線で可動式ホーム柵使用開始[5]。
- 2012年（平成24年）12月21日：名城線ホームのバリアフリー化工事に伴い、名城線ホーム - 北コンコース、北コンコース - 地上を結ぶエレベーター併用開始[6]。
- 2020年（令和2年）9月6日：名城線で可動式ホーム柵使用開始[7]。

## 駅構造
地下駅。名城線は相対式ホーム2面2線、桜通線は島式ホーム1面2線となっていて、名城線・桜通線とも可動式ホーム柵が設置されている。アクセントカラーは名城線が紫、桜通線が赤紫である。
名城線の隣の栄駅との間は400m弱しか離れておらず名古屋市営地下鉄では最短区間。桜通線はホームの幅が通常より2倍あり、かなり広々としている。
また、名城線ホームの軌道内の壁には、名古屋の地下鉄で唯一、絵が描かれている。

### のりば
| ホーム | 路線          | 方向   | 行先                           |
| ------ | ------------- | ------ | ------------------------------ |
| 1      | 名城線 名港線 | 左回り | 栄・金山・新瑞橋・名古屋港方面 |
| 2      | 名城線        | 右回り | 名古屋城・大曽根・本山方面     |
| 3      | 桜通線        | -      | 今池・新瑞橋・徳重方面         |
| 4      | 桜通線        | -      | 名古屋・太閤通方面             |

### 駅構造の特徴
名城線ホームと桜通線ホームとはエスカレーター（上下両方向）1本で直結する構造となっている。
駅開業時にはセントラルパーク地下街が既に建設されていたため、コンコースなどはその一部を改修して新設された。そのため名城線に近い方の出入口（1A - 4B）はセントラルパーク地下街と共用になっている。開業時に新設された4か所の出入口はいずれも桜通大津交差点角にある。
名城線プラットホーム南端に設けられた非常口はセントラルパーク地下街の階段に繋がっており、セントラルパーク地下街側から見ると下り階段の踊り場壁面に立入禁止の看板が掲示されている。ホームと地下街との通路は通常は閉鎖されているが、地下街から上り階段を使用して地上に出ることは通常時でも可能。
桜通線ホームの上を名城線に並行して名鉄瀬戸線が通っているが、栄町駅に近く、駅は設けられていない。
改札外のエレベーターは北改札側と、南改札口を出た先のセントラルパーク地下街、アーバンネット名古屋ビルにある。南改札側の各エレベーターは早朝深夜は利用できない。桜通線ホームに最も近い改札口である西改札口にエレベーターはない。
トイレは駅構内では北改札口の内と西改札口の外に設置されており、いずれも多機能トイレを備える。西改札口のトイレは2022年3月に改修された。
桜通線ホームに、2017年7月18日より「ローソン名古屋地下鉄久屋大通駅店」が設置されている。なお、名城線栄方面ホームには「サークルKミニ名古屋名城久屋店」があったが、契約満了のため2017年3月2日に閉店した。名城線栄方面ホームには後に「セブン-イレブン名古屋地下鉄久屋大通駅店」が開店している。
当駅は、桜通線駅務区今池管区駅が管轄している。

久屋大通駅構内図
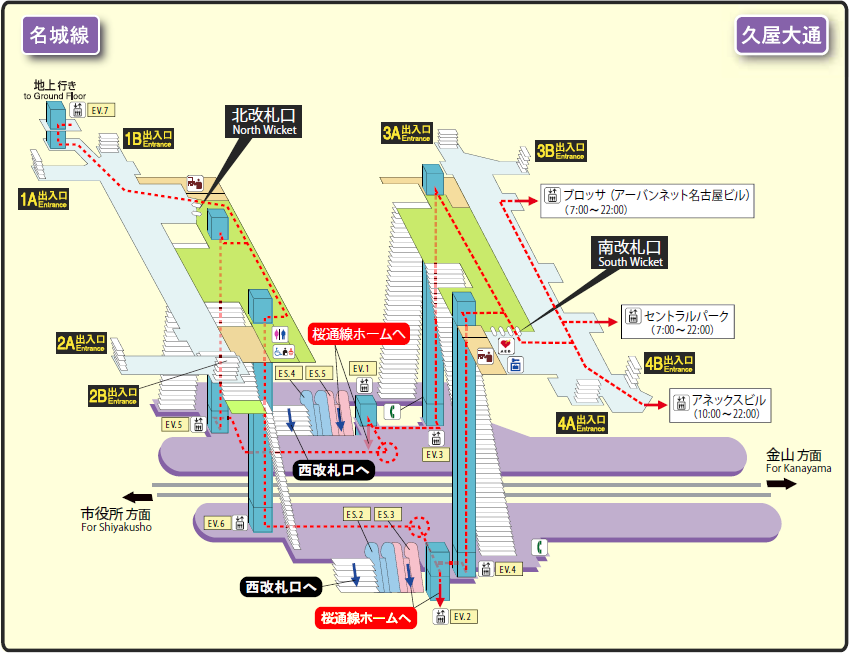
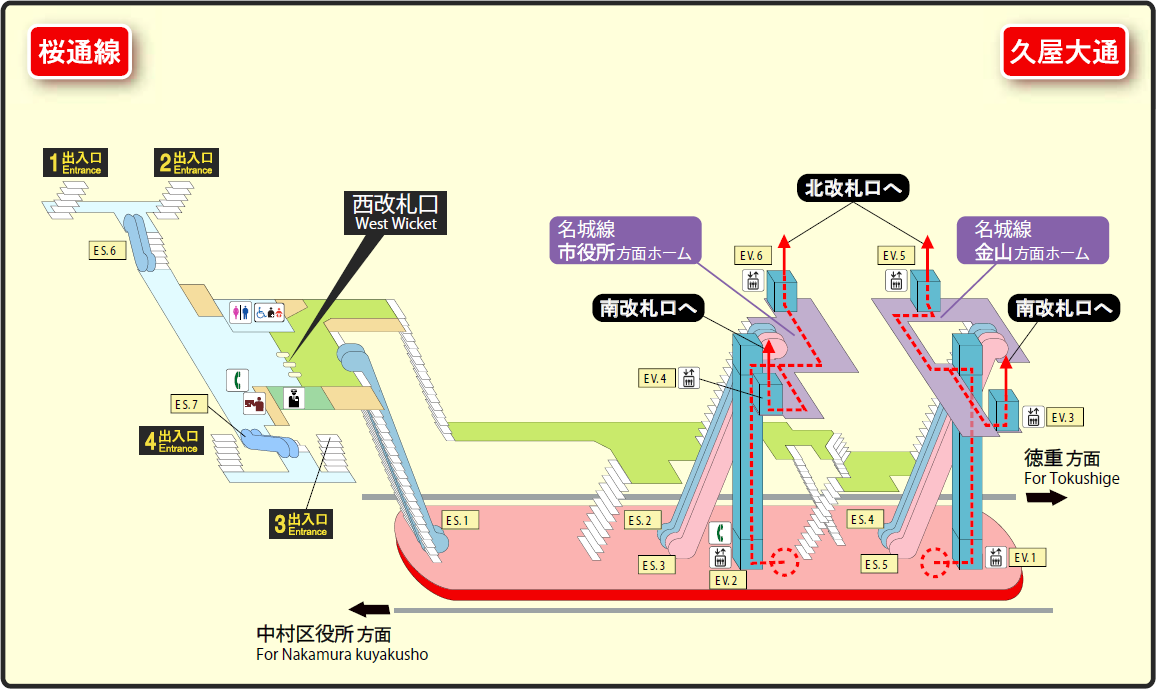

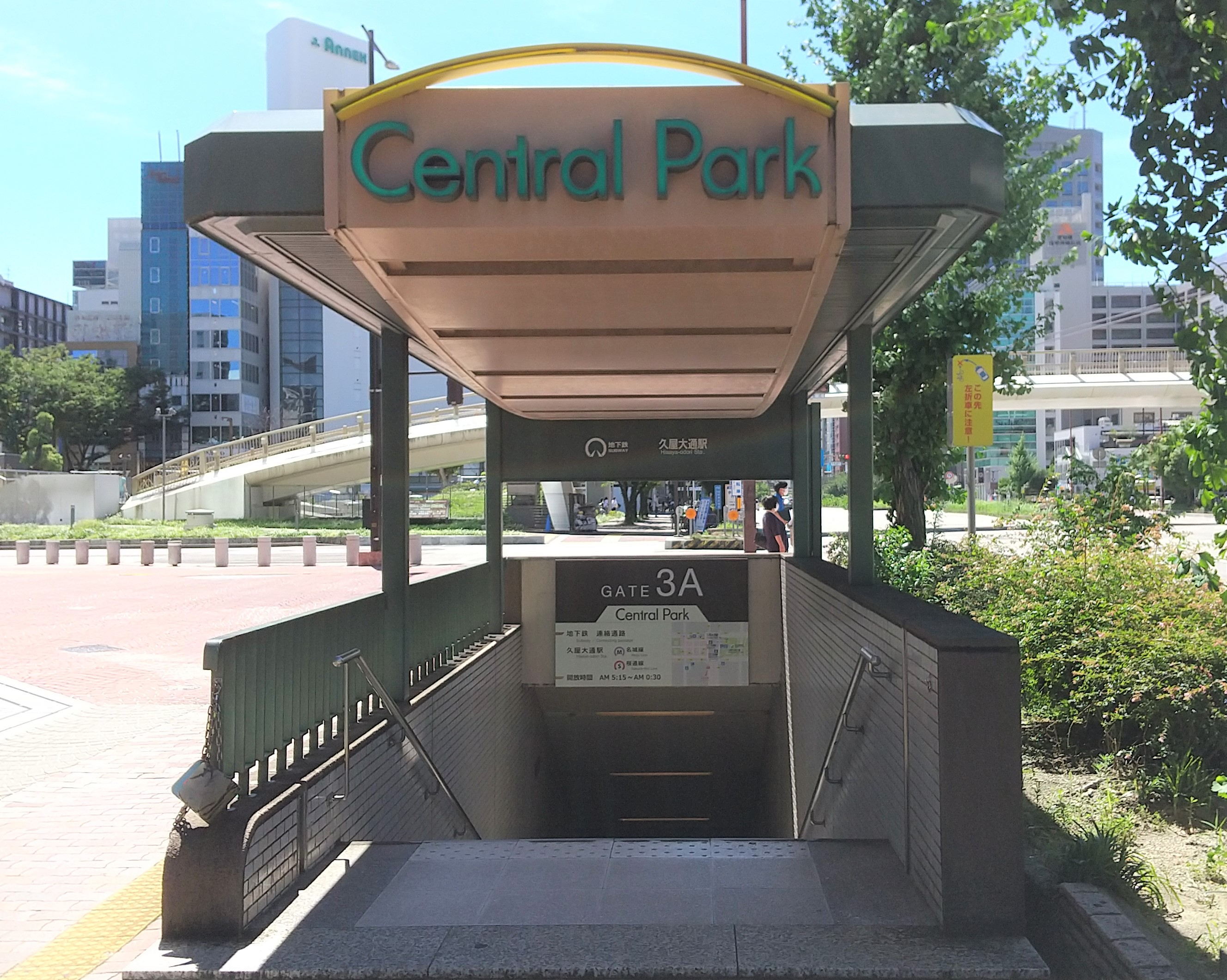
3A出入口
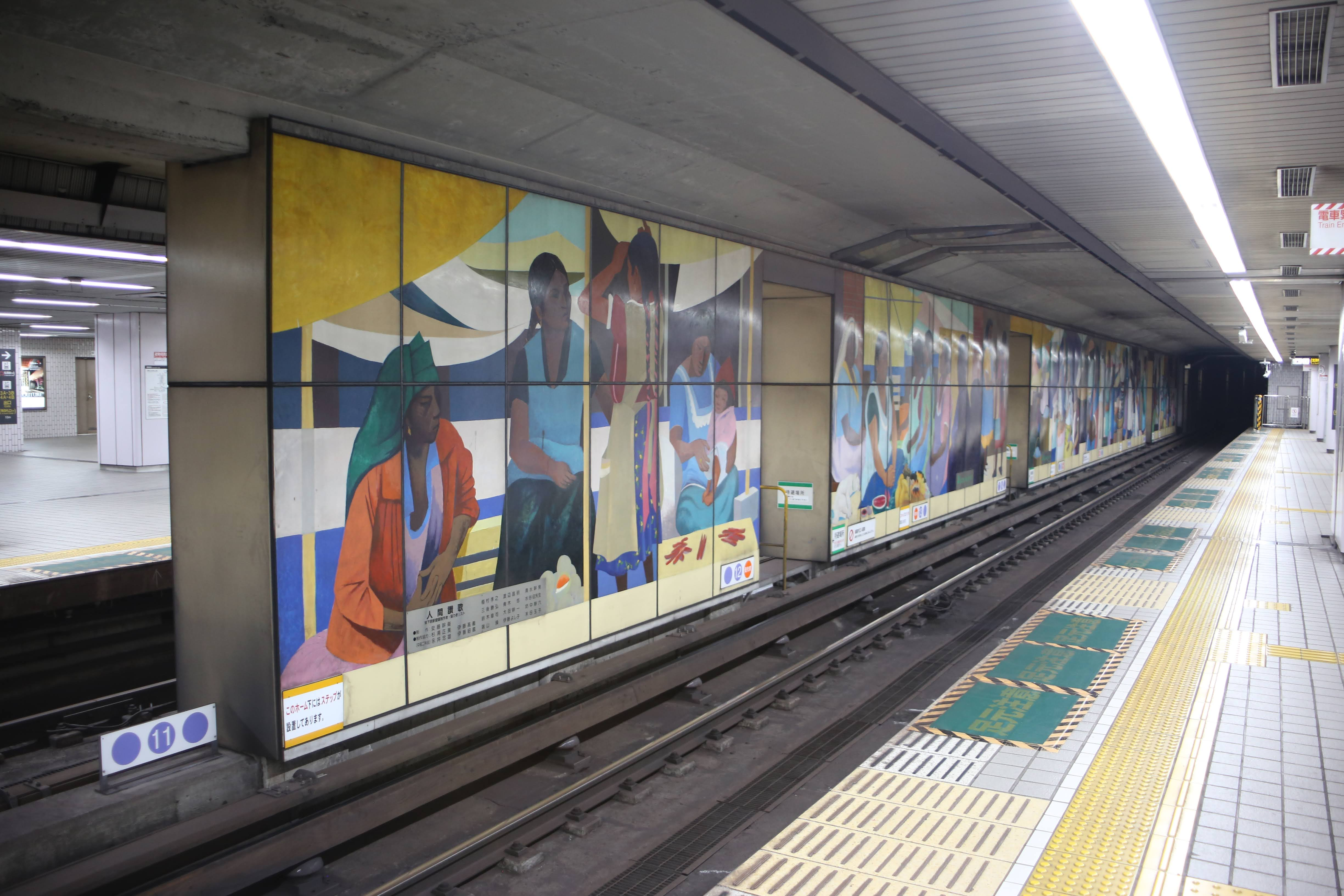
名城線ホームの壁に描かれている絵
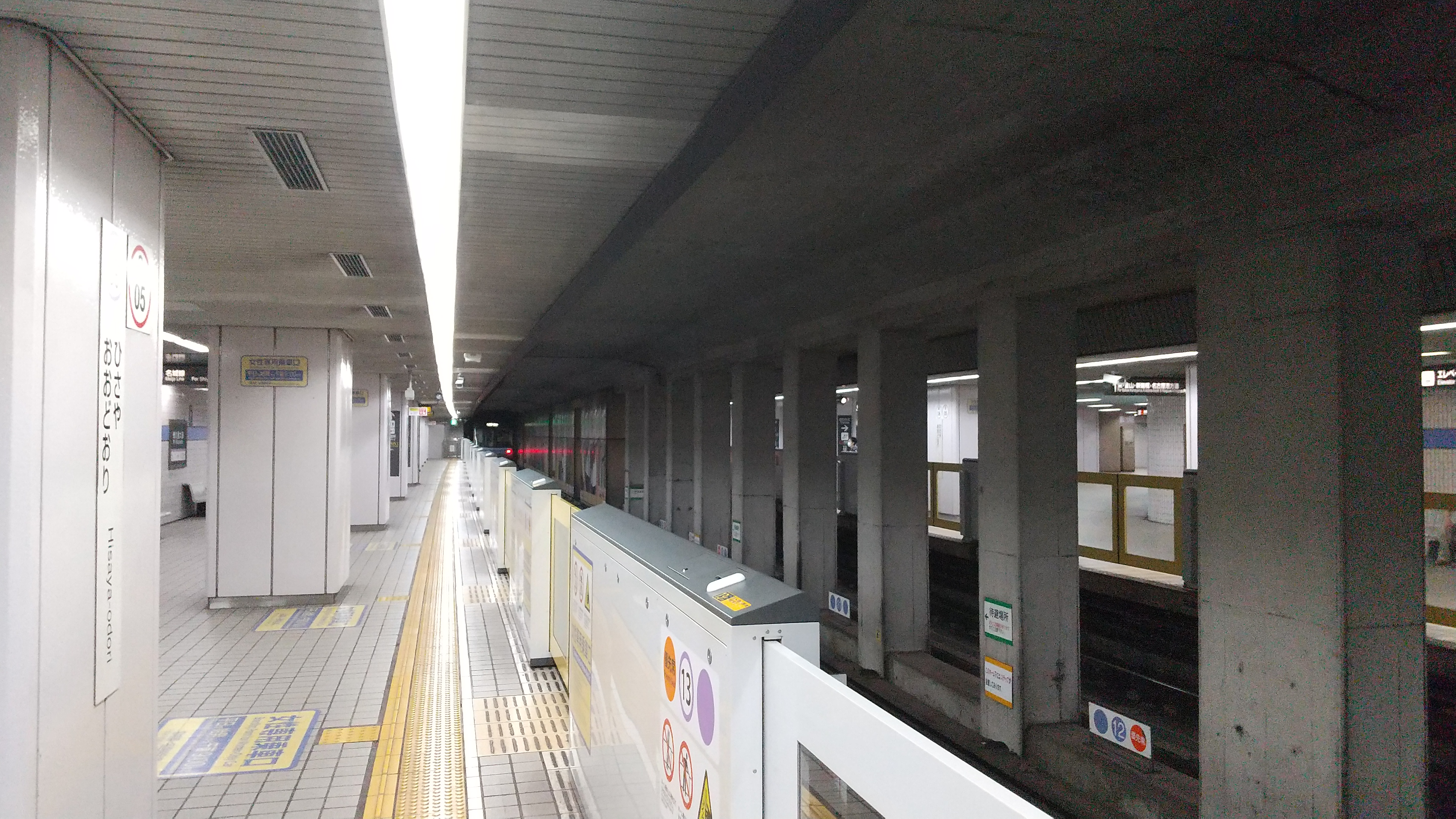
可動式ホーム柵設置後の2番線（名城線右回り）
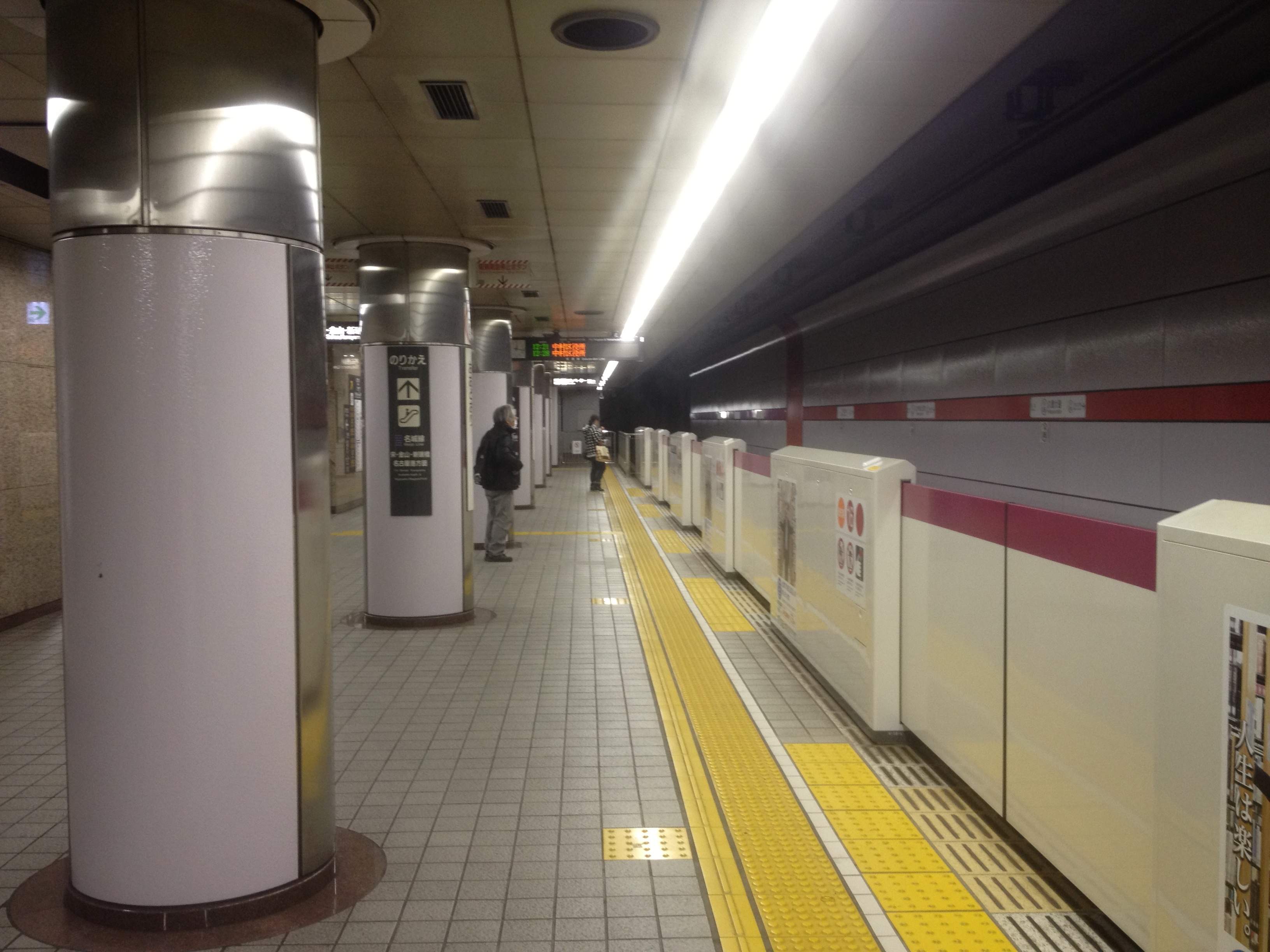
4番ホーム（名古屋・太閤通方面）

## 利用状況
| 年度               | 桜通線乗車人員(人/日) | 名城線乗車人員(人/日) | 乗車人員合計(人/日) |
| ------------------ | --------------------- | --------------------- | ------------------- |
| 1989年（平成元年） | 4,079                 | 3,965                 | 8,044               |
| 1990年（平成2年）  | 7,967                 | 8,043                 | 16,010              |
| 1991年（平成3年）  | 9,342                 | 9,332                 | 18,674              |
| 1992年（平成4年）  | 9,897                 | 9,527                 | 19,424              |
| 1993年（平成5年）  | 10,006                | 10,110                | 20,116              |
| 1994年（平成6年）  | 13,182                | 8,090                 | 21,272              |
| 1995年（平成7年）  | 13,133                | 8,486                 | 21,619              |
| 1996年（平成8年）  | 13,429                | 8,406                 | 21,835              |
| 1997年（平成9年）  | 13,446                | 8,316                 | 21,762              |
| 1998年（平成10年） | 13,505                | 8,170                 | 21,675              |
| 1999年（平成11年） | 13,499                | 8,380                 | 21,879              |
| 2000年（平成12年） | 13,505                | 7,938                 | 21,443              |
| 2001年（平成13年） | 14,576                | 9,063                 | 23,639              |
| 2002年（平成14年） | 15,273                | 9,163                 | 24,436              |
| 2003年（平成15年） | 13,631                | 9,069                 | 22,700              |
| 2004年（平成16年） | 12,464                | 8,562                 | 21,026              |
| 2005年（平成17年） | 12,262                | 8,952                 | 21,214              |
| 2006年（平成18年） | 12,578                | 9,203                 | 21,781              |
| 2007年（平成19年） | 12,233                | 8,856                 | 21,089              |
| 2008年（平成20年） | 12,836                | 8,873                 | 21,709              |
| 2009年（平成21年） | 12,310                | 8,588                 | 20,898              |
| 2010年（平成22年） | 11,879                | 8,602                 | 20,481              |
| 2011年（平成23年） | 12,459                | 8,836                 | 21,295              |
| 2012年（平成24年） | 12,820                | 9,126                 | 21,946              |
| 2013年（平成25年） | 13,069                | 9,387                 | 22,456              |
| 2014年（平成26年） | 13,187                | 9,506                 | 22,693              |
| 2015年（平成27年） | 13,751                | 9,992                 | 23,744              |
| 2016年（平成28年） | 14,030                | 10,180                | 24,210              |
| 2017年（平成29年） | 14,290                | 10,261                | 24,552              |
| 2018年（平成30年） | 15,057                | 10,843                | 25,900              |
| 2019年（令和元年） | 15,136                | 11,183                | 26,319              |
| 2020年（令和2年）  | 11,008                | 8,515                 | 19,523              |
| 2021年（令和3年）  | 11,761                | 9,044                 | 20,805              |
| 2022年（令和4年）  | 13,264                | 9,865                 | 23,129              |
| 2023年（令和5年）  | 14,581                | 10,722                | 25,303              |

桜通線の駅の中では、名古屋駅の次に利用客が多く、名城線の駅では、栄駅、金山駅、矢場町駅に次ぎ4番目に多い。名古屋市営地下鉄全駅では87駅中9位。乗り換え人員は含まない。

## 駅周辺
中高層事務所ビルが林立する高度商業地区。栄エリアの北部に位置する。栄駅・矢場町駅周辺と比較すると、ショッピング施設は少なめで、ビジネス街の色が強い。
久屋大通駅（北改札口・南改札口）と地下鉄栄駅や名鉄栄町駅はセントラルパーク地下街などを通じて地下で繋がっている。
- 久屋大通公園
  - 名古屋テレビ塔
  - セントラルパーク
  - エンゼルパーク
  - リバーパーク
  - 久屋広場
  - 希望の広場
    - 希望の泉

  - ロサンゼルス広場
  - 光の広場
  - 盲導犬サーブ像
  - 久屋南噴水
- 愛知芸術文化センター
  - 愛知県美術館
  - 愛知県芸術劇場
  - 愛知県文化情報センター
- オアシス21
- NHK名古屋放送局
- OSプラザビル
  - ZIP-FM
- セントラルパーク地下街
- セントラルパークアネックス（2021年10月17日閉館）
- 三菱UFJ銀行大津町支店
- 北陸銀行名古屋支店
- 十六銀行名古屋営業部 名古屋支店
- 広島銀行名古屋支店
- 中国銀行名古屋支店
- 名古屋パナソニックビル
- アーバンネット名古屋ビル
  - 大同特殊鋼本社
- NTTドコモ東海名古屋ビル
- 日本メナード化粧品本社
- 大津通
- 久屋大通（駅名の由来）
- 桜通（国道19号）（桜通線の名前の由来）
- 市営交通資料センター
- アパホテル〈名古屋栄北〉
- くれたけイン 名古屋久屋大通
- 天然温泉ホテルリブマックスPREMIUM名古屋丸の内
- ホテル京阪名古屋
- 名鉄イン 名古屋錦
- ホテル京阪名古屋

## バス路線
最寄停留所は、桜通と大津通の交差点付近にある桜通大津と、大津通と魚ノ棚通の交差点付近にある大津通である。以下の路線がそれぞれ乗り入れ、名古屋市交通局、名鉄バスにより運行されている。

### 大津通
- 基幹2：名古屋駅行、栄行、猪高車庫行、引山行、四軒家行（市バス）
- 【30】 - 【36】：名鉄バスセンター行、三軒家行、尾張旭向ヶ丘行、トヨタ博物館前行、愛知医科大学病院行、瀬戸駅前行、菱野団地行、藤が丘行（名鉄バス）

### 桜通大津
- 基幹2：名古屋駅行（市バス）
- 栄11：栄行、如意車庫前行、平田住宅行、如意住宅行（市バス）
- 栄25：栄行、名西橋行、名塚中学行（市バス）
- 栄27：栄行（左回り・右回り）、浄心町行（市バス）
- 西巡回：栄行（左回り・右回り）（市バス）

## 隣の駅
名古屋市営地下鉄
 名城線
栄駅 (M05) - 久屋大通駅 (M06) - 名古屋城駅 (M07)
 桜通線
丸の内駅 (S04) - 久屋大通駅 (S05) - 高岳駅 (S06)